# Dixieland Delight
Dixieland Delight – album koncertowy Elvisa Presleya, składający się z koncertu (Afternoom Show) nagranego o 2:30 pm, 31 maja 1975 roku i 1 czerwca 1975 r. (Evening Show) o 8:30 pm, w Huntsville w Alabamie. Elvis ubrany był w Red Phoenix suit i Indian Feather suit. Wydany został w 2009 roku.  

## 31 maja 1975 r.
1. "Love Me"
2. "If You Love Me"
3. "Love Me Tender"
4. "All Shook Up"
5. "Teddy Bear – Don’t Be Cruel"
6. "The Wonder of You"
7. "Burning Love"
8. "Introduction"
9. "Trouble" (niekompletny)
10. "T-R-O-U-B-L-E"
11. "Hawaiian Wedding Song"
12. "Let Me Be There"
13. "American Trilogy"
14. "Funny How Time Slips Away"
15. "Blue Suede Shoes"
16. "For The Good Times"
17. "Little Darlin'"
18. "Can’t Help Falling in Love"
19. "Closing Vamp"

Bonus: "Johnny B. Goode", "Hound Dog", "I’m Leavin’" (31 Maja 1975 r. (2:30 PM))

## 1 czerwca 1975 r.
1. "Love Me"
2. "If You Love Me"
3. "Love Me Tender"
4. "All Shook Up"
5. "Teddy Bear – Don’t Be Cruel"
6. "The Wonder of You"
7. "Burning Love" (niekompletny)
8. "Poke Salad Annie"
9. "Introduction"
10. "I Can’t Stop Loving You"
11. "T-R-O-U-B-L-E"
12. "I’ll Remember You"
13. "Let Me Be There"
14. "Why Me Lord"
15. "American Trilogy"
16. "Funny How Time Slips Away"
17. "Little Darlin'"
18. "Can’t Help Falling in Love"

Bonus: "I Got a Woman – Amen", "Release Me", "Heartbreak Hotel", "How Great Thou Art" (1 czerwca 1975 r. (2:30 PM))